# Casildazo
El Casildazo fue una insurrección popular sucedida en la ciudad de Casilda, provincia de Santa Fe, Argentina, en marzo de 1971. Formó parte de una serie de puebladas en Argentina entre 1969 y 1972 - todas ellas nombradas con palabras terminadas con el sufijo "azo"-, contra la dictadura gobernante autodenominada "Revolución Argentina".

## Los hechos
El estallido se originó en el desborde debido a las lluvias del arroyo Candelaria en febrero de 1971, inundando la ciudad y sus barrios periféricos, incluyendo las fábricas. El desastre natural impulsó la organización de los vecinos para ayudar a los damnificados y recuperar la ciudad. La población se organizó comisiones de ayuda integrada por empresarios, empleados y obreros, bomberos voluntarios, la policía local, funcionarios municipales, etc. Promediando el mes de marzo los empresarios asumieron la representación de la población frente a los funcionarios del municipio, excluyendo intencionalmente a la representación sindical. 
La decisión de marginar a los sindicatos desencadenó una gran movilización obrera que tomó la municipalidad e incendió sus instalaciones, procediendo luego a atacar la nueva terminal de micros, la parroquia San Roque y la Liga de Madres de Familia. Ante el desborde de la policía local, fueron enviados refuerzos que reprimieron la insurrección sindical y quedando detenidos varios militantes. En respuesta la CGT local se reunió para analizar las medidas a tomar, momento en el cual la policía irrumpió, hiriendo a varios dirigentes sindicales. La CGT declara entonces la huelga general por tiempo indeterminado, quedando la ciudad paralizada y como territorio de enfrentamiento entre los obreros con la policía.